# Vardaroffensief
Het Vardaroffensief, dat plaatsvond van 14 tot 29 september 1918 was de laatste offensieve actie aan het Balkanfront in Macedonië tijdens de Eerste Wereldoorlog.
Na lange voorbereidingen van de geallieerden in de Griekse stad Thessaloniki, kon het multinationale leger nog steeds niet de stad uit. Formeel was Griekenland nog neutraal en onder Bulgaarse en Duitse druk wilde de Griekse koning en het grootste deel van het volk deze neutraliteit niet opgeven. Uiteindelijk gaf de Griekse regering toe en gaf toestemming om de stad te verlaten. Tijdens de slag om Dobro Pole werd de frontlijn van de Centralen doorbroken (14-15 september).
Na deze overwinning konden de geallieerden het zuiden van Servië bevrijden. Tijdens het offensief vielen de steden Demir Kapija, op 21 september, Prilep op de 23e, Kruševo op de 25e, Veles op de 26e en op 29 september viel Skopje. Het Duitse 11e Leger vluchtte naar het noordwesten, richting Tetovo, terwijl het Bulgaarse Eerste Leger terugviel op Sofia.
Dit offensief dwong de overgave van Bulgarije, dus was zeker een beslissende factor in de geallieerde overwinning op de centrale mogendheden.